# Psyrassa sallaei
Psyrassa sallaei là một loài bọ cánh cứng trong họ Cerambycidae.